# Syngamus merulae
A Syngamus merulae az érzékpálcások (Secernentea) osztályának a Rhabditida rendjébe, ezen belül a Syngamidae családjába tartozó faj.

## Tudnivalók
A Syngamus merulae élősködő életmódú fonálféreg, amely a madarak (Aves) légzőrendszerét támadja meg. A léprigó (Turdus viscivorus) egyik fő belső élősködője. Közeli rokonságban áll a nála veszélyesebb Syngamus trachea nevű féreggel.

## Fordítás
- Ez a szócikk részben vagy egészben  a   Syngamus merulae című angol Wikipédia-szócikk ezen változatának fordításán alapul.  Az eredeti cikk szerkesztőit annak laptörténete sorolja fel. Ez a jelzés csupán a megfogalmazás eredetét és a szerzői jogokat jelzi, nem szolgál a cikkben szereplő információk forrásmegjelöléseként.